# Selección de fútbol de Bohemia
La selección de fútbol de Bohemia fue el equipo representativo de Bohemia, parte del Imperio austrohúngaro. Este equipo fue el noveno en el mundo en disputar un partido internacional, al jugar en 1903 contra Hungría. En 1908 se inscribió para los Juegos Olímpicos, pero se retiró antes de participar. En 1911 ganó el Gran Torneo Europeo organizado por la UIAFA durante la Exposición Internacional del Norte de Francia en Roubaix. Después de la Primera Guerra Mundial, en 1918, se disolvió al integrarse en el nuevo estado de Checoslovaquia.
El equipo se creó nuevamente durante la ocupación nazi de Checoslovaquia y el establecimiento del Protectorado de Bohemia y Moravia, en 1939, y disputó solo dos partidos. Tras el fin de la Segunda Guerra Mundial, el equipo de Bohemia desapareció definitivamente y fue sustituido por el checoslovaco.

## Estadísticas

### Juegos Olímpicos
| Juegos Olímpicos                            | Juegos Olímpicos | Juegos Olímpicos | Juegos Olímpicos | Juegos Olímpicos | Juegos Olímpicos | Juegos Olímpicos | Juegos Olímpicos |
| Año                                         | Ronda            | J                | G                | E                | P                | GF               | GC               |
| ------------------------------------------- | ---------------- | ---------------- | ---------------- | ---------------- | ---------------- | ---------------- | ---------------- |
| 1908                                        | Se retiró        | Se retiró        | Se retiró        | Se retiró        | Se retiró        | Se retiró        | Se retiró        |
| 1912                                        | No participó     | No participó     | No participó     | No participó     | No participó     | No participó     | No participó     |
| Véase Selección de fútbol de Checoslovaquia |                  |                  |                  |                  |                  |                  |                  |
| Total                                       | 0/2              | -                | -                | -                | -                | -                | -                |